# Hilsenheim
Hilsenheim es una localidad y  comuna francesa situada en el departamento de Bajo Rin, en la región de Alsacia. Tiene una población de 2.362 habitantes (según censo de 1999) y una densidad de 118,63 h/km². Está integrada en la Communauté de communes du Grand Ried.

## Demografía
| 1656                       | 1666 | 1933 | 1890 | 1788 | 1980 |
| (Fuente: [cita requerida]) |      |      |      |      |      |

El INSEE da una cifra de población provisional de 2006 de 2.362 habitantes